# 皮里地
皮里地（丹麥語：Peary Land）是格陵兰东北部的一个半岛，西滨维多利亚峡湾，南面与东南面为独立峡湾，北临大西洋，半岛北端的莫里斯·杰塞普角是格陵兰本岛的最北端。
皮里地是格陵兰岛最大的无常年冰雪覆盖的地区，地形多为山地，海拔可达1950米。海岸线多峡湾。该地区没有人类居住，有成群的麝牛栖息于此。1892年、1895年和1900年，美国北极探险家罗伯特·皮里对其进行了部分考察探索。